# Iglesia de Nuestra Señora de los Desamparados (Benitandús)

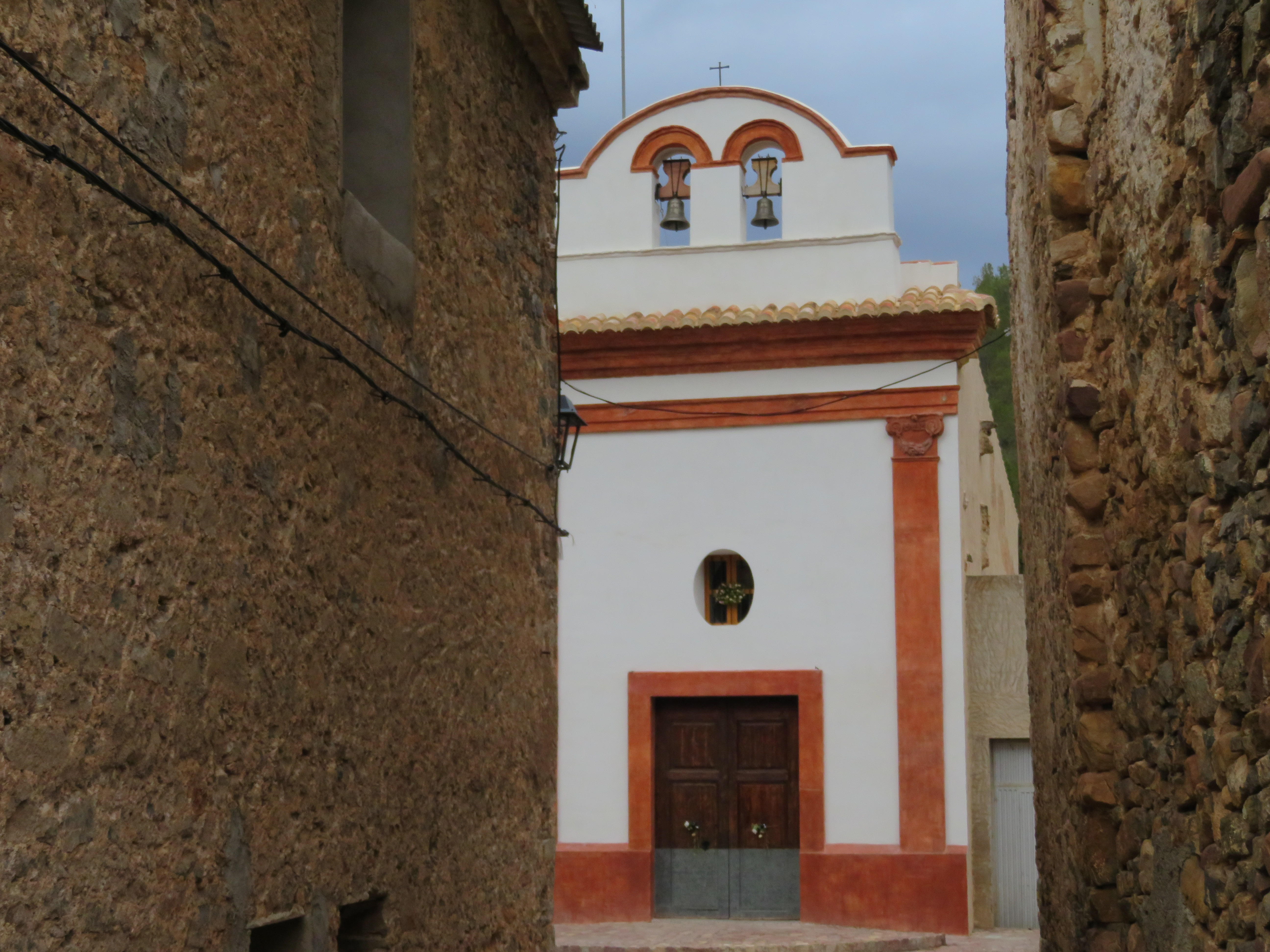
Iglesia de los Desamparados de Benitandús, Alcudia de Veo.

La iglesia de la Virgen María de los Desamparados de Benitandús es un templo católico situado a la entrada del pueblo, al lado del río de Veo en España. Con la consideración de ermita, depende eclesiásticamente de la iglesia de san Miquel Arcángel de Alcudia de Veo, la cabeza municipal.
Se construyó después de la expulsión de los moriscos el 1609, y sus características son más modestas que las del resto de iglesias de la sierra de Espadán. La excepción es la iglesia de la Purísima Concepción de Xinquer, con la cual guarda un cierto parecido. 
Las imágenes, ajuar y ornamentos de este templo fueron quemados el 12 de agosto de 1936, durante los primeros días de la Guerra Civil Española.

## Arquitectura

### Estructura
La Iglesia presenta una sola sala de planta rectangular, de reducidas dimensiones y sin corredor central, flanqueada a derecha y a izquierda por pequeños altares de estilo neoclásico empotrados en las paredes. Las imágenes que los presiden son también de reducidas dimensiones y, entre otros, representan a la Inmaculada Concepción, a Jesús de Medinaceli o a santa Apolonia, copatrona de Benitandús.
Preside el templo un altar mayor del mismo estilo, con un Cristo crucificado en la hornacina central y un busto del Cristo de Limpias en la parte inferior. En la parte izquierda de este altar mayor se sitúa la imagen de la titular, la Virgen de los Desamparados, sobre una peana. 
El techo es plano y la decoración pictórica del interior está muy deteriorada.

### Fachada principal
La fachada es sencilla y está enmarcada por dos pilastras rematadas con motivos neoclásicos. Encima se ubica el espadañaa, que parece de factura más moderna. Presenta dos vacíos para campanas, a pesar de que en la actualidad no hay ninguna. Sobre la puerta hay un óculo, la única entrada de luz natural al templo, pues no tiene vidrieras en ninguna parte.

Imágenes de la Iglesia
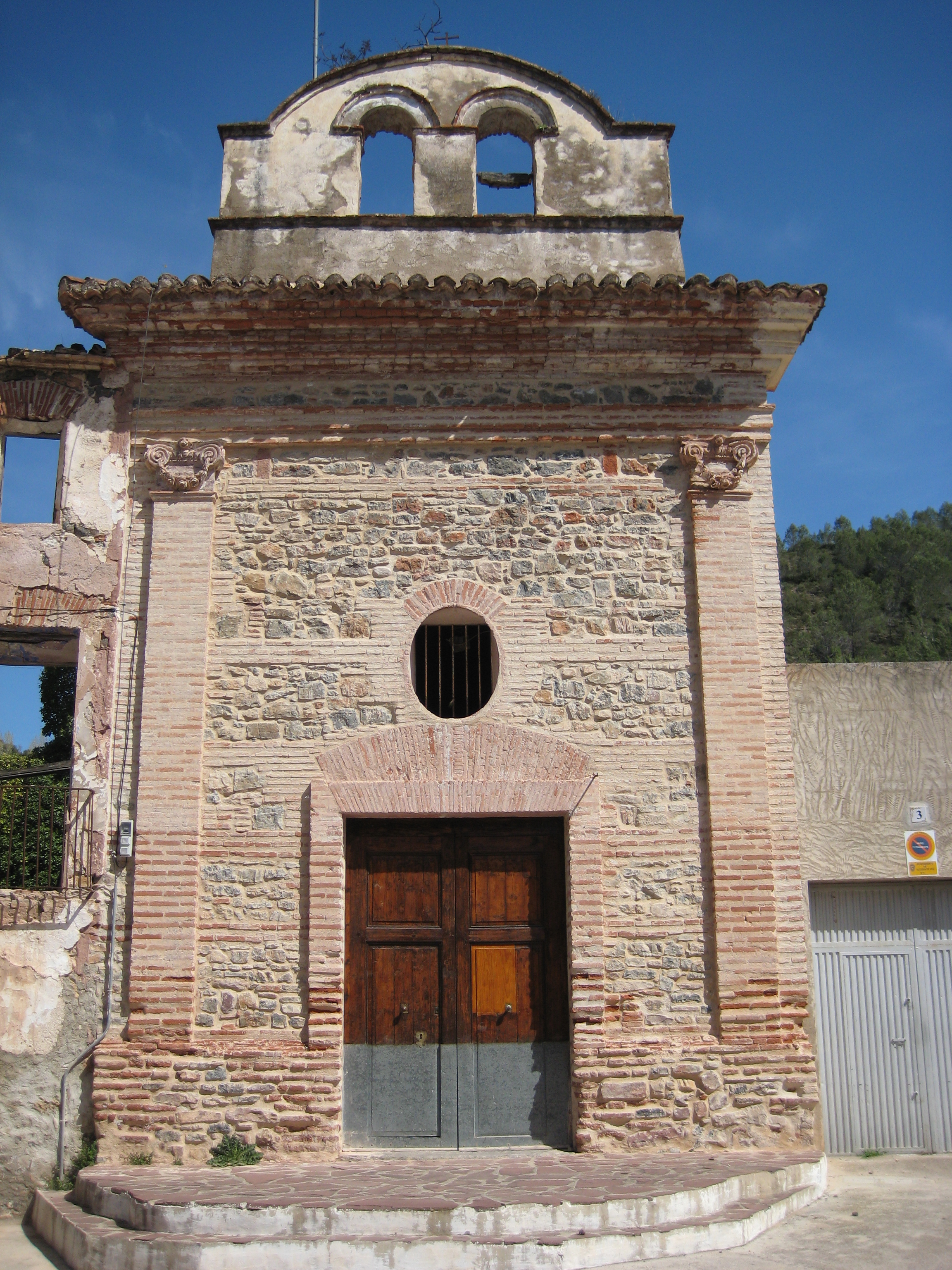
Fachada
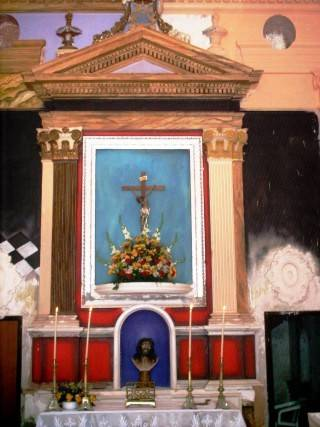
Altar Mayor
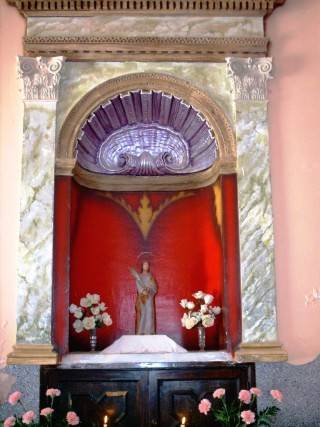
Altar de santa Apolonia
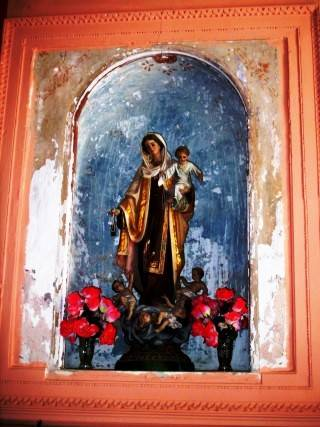
Altar de Carmen
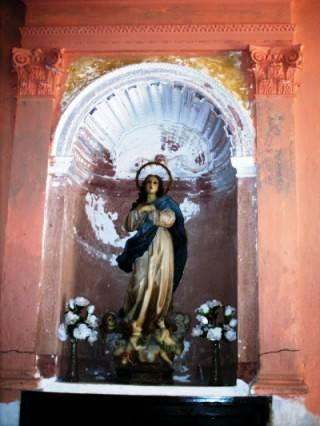
Altar de la Purísima
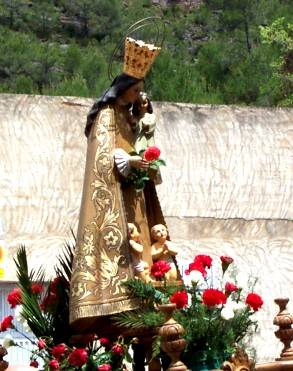
Virgen María de los Desamparados